# Union-Baugesellschaft (Wien)
Die Union-Baugesellschaft (auch zu finden unter Union-Bau-Gesellschaft, Unionbaugesellschaft) war ein in Wien ansässiges von 1871 bis 1980 bestehendes Hoch- und Tiefbauunternehmen. Die Aktiengesellschaft war Bauausführender bei vielen prestigeträchtigen Bauten in Österreich, darunter einigen großen Ringstraßenbauten.

## Geschichte
Die Gesellschaft ist eine von 41 zwischen 1896 und 1872 in Wien gegründeten Baugesellschaften und eine von fünf, die in der ab 1858 durchgeführten Stadterweiterung von Wien eine größere Rolle spielte. Sie wurde Ende 1871 mit einem Kapital von 4 Millionen Gulden von der Wiener Union-Bank gegründet, welche selber erst 1870 gegründet worden war und 1926 von der Bodencreditanstalt übernommen wurde. Ihr anfänglicher Sitz war in der Ebendorferstraße 6 im 1. Wiener Gemeindebezirk. Den Gründerkrach zu Beginn der Weltausstellung ab Mai 1873 überstand die Gesellschaft.
Schon am 3. März 1873 konstituierte sich die von ihr gegründete Union Baumaterialien-Gesellschaft (UBM), welche die Ziegelwerke und Zimmergeschäfte übernahm. Ab 10. April 1873 wurden die Aktien gehandelt. Es wurden weitere Ziegeleien übernommen und die Firma wurde zweitgrößter Ziegelhersteller der Monarchie und hatte einen Anteil von etwa 30 Prozent am Wiener Ziegelmarkt. In den Jahren 1912/1913 übernahm die Allgemeine Baugesellschaft A. Porr AG in dieser Gesellschaft die Aktienmajorität, um möglichst unabhängig in der Ziegelversorgung zu sein. Nachdem die Bautätigkeit zurückging, verkaufte die UBM 1916 sämtliche Ziegelwerke an die Wienerberger Ziegelfabriks- und Baugesellschaft gegen Überlassung von Baugründen in Wien, zog sich aus dem Produktionsgeschäft komplett zurück und beschränkte sich auf das Realitätengeschäft.
1997 erfolgte die Umbenennung in UBM Realitätenentwicklung Aktiengesellschaft. 2003/2004 senkte die A. Porr AG ihre Beteiligung von 75 auf unter 50 Prozent. 2014 erfolgte die erneute Aufstockung des Porr-Anteils auf eine Mehrheitsbeteiligung.
Die Union-Baugesellschaft erwarb ausgedehnte Gründe in allen Lagen Wiens, sowie 1873 in Kaltenbach. Ferner besaß sie Steinbrüche in Sommerein, Mannersdorf und Breitenbrunn. Von 1881 bis 1899 besaß die Firma die Steinbrüche für den Laaser Marmor, Tiroler Marmor- und Porphyr-Werke der Union Baugesellschaft genannt.
Ab 1884 arbeitete sie an der Parzellierung des der Wienerberger gehörenden Freihaus auf der Wieden mit. Im Jahre 1910 trat sie an die Spitze eines zu diesem Zwecke aus der Wienerberger Ziegelfabriks AG, der Union Baumaterialien Gesellschaft, der Creditanstalt, der Eskomptegesellschaft und der Länderbank geschaffenen Konsortiums.
Zwischen 1945 und spätestens 1950/1955 standen die einzelnen Betriebe im besetzten Nachkriegsösterreich getrennt unter Kontrolle der jeweiligen Besatzungsmacht.
Im Jahre 1965 schloss sich die Union-Baugesellschaft mit der Firma H. Rella & Co. zur Arbeitsgemeinschaft Fertigbau zusammen, welche das System FIORIO in Lizenz übernahm, welches Anfang der 1950er Jahre von den Brüdern Henri und Georges Fiorio in Frankreich entwickelt wurde.
Im Jahre 1980 wurde die Firma durch die Universale Baugesellschaft AG übernommen, welche ihrerseits letztendlich 2002 von der Alpine Holding übernommen wurde.

## Realisierte Bauvorhaben (Auswahl)
- 1873 – Rotunde (Wien)
- 1872 – Hotel und Restaurant Kahlenberg (Nur mehr Grundmauern im neuen Gebäude eingearbeitet)
- 1874 – Häusergruppe (sog. „Bartensteinblock“), Wien 1, Bartensteingasse 1–5 / Doblhoffgasse 5–9 / Auerspergstraße 2–6 / Reichsrathsplatz (heute Schmerlingplatz) 1–3
- 1876 – Hotel Sacher
- 1877 – Akademie der bildenden Künste Wien
- um 1880 – Arkadenhäuser links und rechts des Wiener Rathauses
- 1885 – Häusergruppe, Wien 1, (Bürgerspitalgrund) Führichgasse / Gluckgasse / Tegetthoffstraße
- 1881 – Justizpalast (Wien)
- 1883 – Reichsratsgebäude
- 1883 – Wiener Rathaus (am Eingang unter den Arkaden befanden sich zumindest bei der Eröffnung neben anderen ein Porträtkopf des damaligen Leiters der Union-Baugesellschaft)
- 1884 – Ziererhof, wenig später Philipphof
- 1893 oder 1913 neue Teile der Hofburg
- 1896 – Gasometer (Wien)
- 1896 – Pumpwerk Breitensee
- 1898 – Teile der Wiener Stadtbahn
- 1904 – Polizeigebäude Rossauer Lände
- 1905 – Nordrampe der Tauernbahn von Schwarzach-St. Veit bis Badgastein
- 1908/1909 – Jubiläumswerkstättenhof in Wien/Mariahilf
- 1916 – Verlegung einer Kapelle des Rosalienkirchleins im Freihaus auf den Wiener Naschmarkt, jetzt Kapelle am Naschmarkt
- 1938–1955 – Kraftwerk Kaprun